# Giovanni Battista Paggi

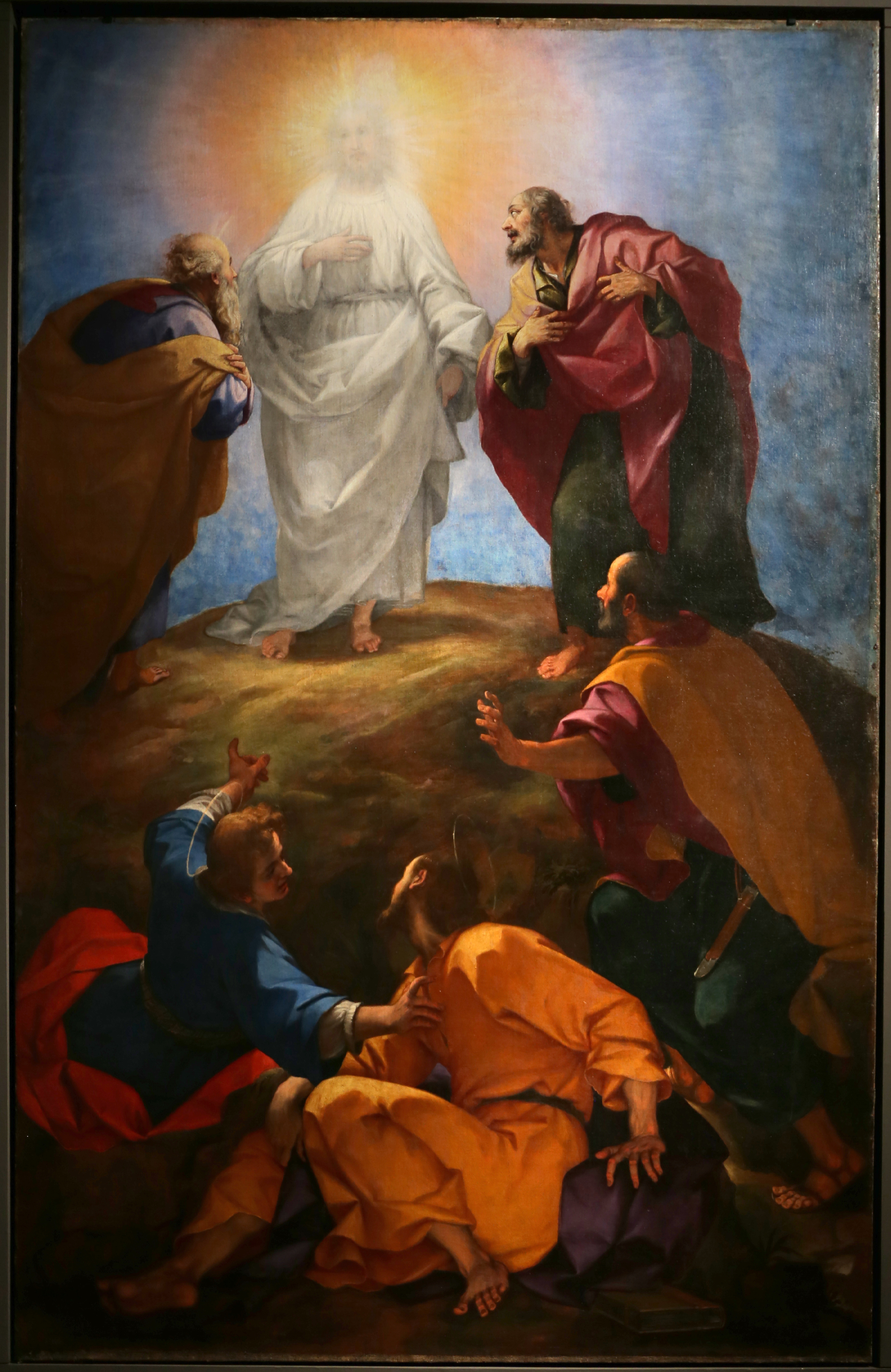
Trasfigurazione, chiesa di San Marco, Firenze (1596)

Giovanni Battista Paggi (Genova, 27 febbraio 1554 – Genova, 12 marzo 1627) è stato un pittore italiano.

## Biografia

### Giovinezza
Nacque a Genova da Pellegro Paggi, facoltoso mercante ed esponente della nuova nobiltà. Narra il Soprani come fin da ragazzo mostrò una notevole inclinazione al disegno, alla scultura ed alla musica. Fu tuttavia costretto dal padre ad avviarsi alla professione di mercante abbandonando gli studi artistici.  Nonostante l'incoraggiamento di artisti quali Gaspare Forlani e Luca Cambiaso, continuò a coltivare la passione per la pittura solo a livello di passatempo e da autodidatta. Fu solo a venticinque anni, dopo la morte del padre, che si dedicò alla pittura stabilmente. Subì una forte influenza dall'arte pittorica di Luca Cambiaso.

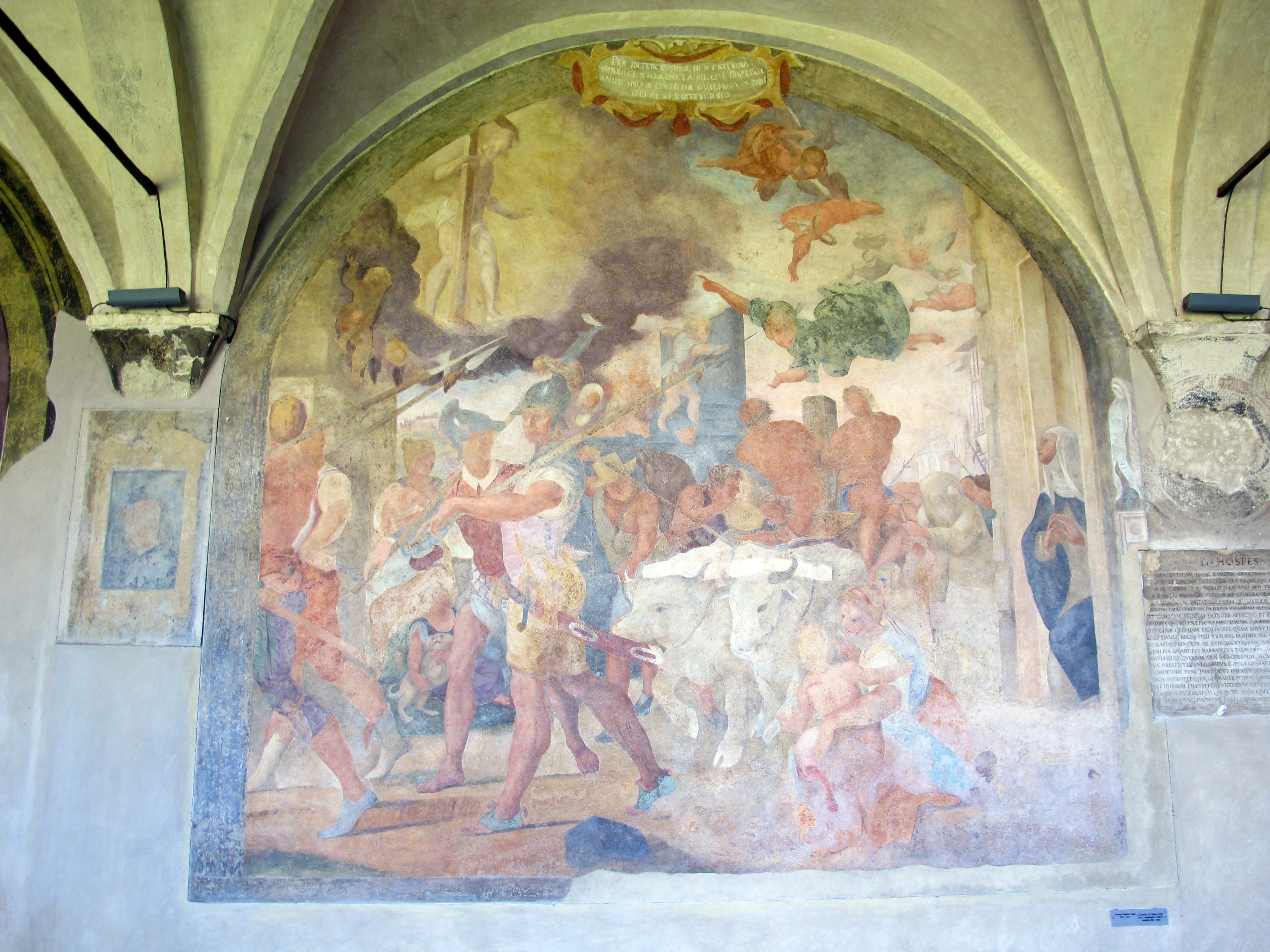
Miracolo di s. Caterina da Siena, chiostro grande di Santa Maria Novella

### Il periodo fiorentino
In seguito all'omicidio di un amico, benché commesso per legittima difesa, fu bandito da Genova nel 1579, all'età di venticinque anni, per rifugiarsi ad Aulla sul Magra, poi a Pisa, dove eseguì apprezzate opere per la principessa di Piombino, e quindi a Firenze, dove riuscì ad avere accesso alla Corte Granducale di Francesco I. 

Qui ebbe la possibilità di studiare l'arte toscana, soprattutto fiorentina, accanto a grandi maestri come Giambologna, Domenico Cresti detto il Passignano, Jacopo Chimenti detto l'Empoli e Ludovico Cardi detto il Cigoli. Fra le prime importanti commissioni del periodo fiorentino vi furono l’affresco con un Miracolo di s. Caterina da Siena per il chiostro grande di Santa Maria Novella e il Ritorno della Sacra Famiglia dall’Egitto (Firenze, Palazzo Pitti). Per la famiglia granducale eseguì i ritratti di Piero il Gottoso, di Piero di Lorenzo (Firenze, Galleria Palatina), e della Duchessa Bianca Capello, oggi perduto. 

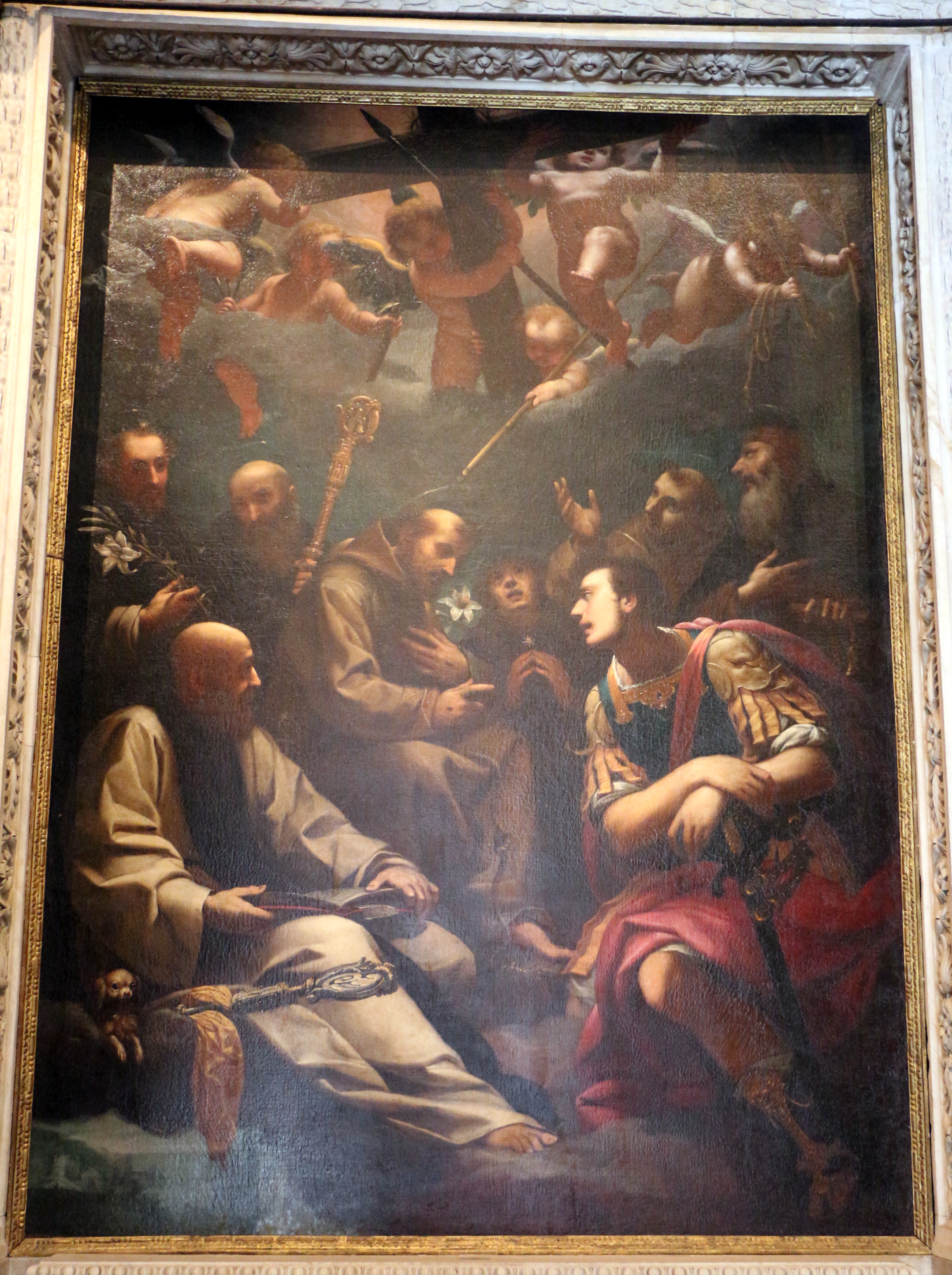
Esaltazione della Croce e santi, duomo di Pisa

I contatti con la sua città natale ripresero a partire dal 1590, quando l'artista rientrò in città per un breve periodo ospite della famiglia Doria. Per il Principe Giovanni Andrea Doria eseguì Flagellazione di Cristo (Genova, Galleria Nazionale di Palazzo Spinola), firmata e datata 1591. Rientrato a Firenze, ricevette per tutto il decennio importanti commissioni per le chiese toscane: la Probatica Piscina (Firenze, chiesa di S. Egidio), la Madonna in trono con il Bambino, s. Francesco, angeli e santi (Firenze, cenacolo di S. Salvi), l'Assunzione della Vergine (cattedrale di S. Zeno a Pistoia), Annunciazione (chiesa di S. Stefano e Niccolao a Pescia), Trasfigurazione in S. Marco a Firenze, Annunciazione e della Natività della Vergine per il duomo di Lucca, Presepe della Ss. Annunziata a Firenze.

### Il ritorno a Genova

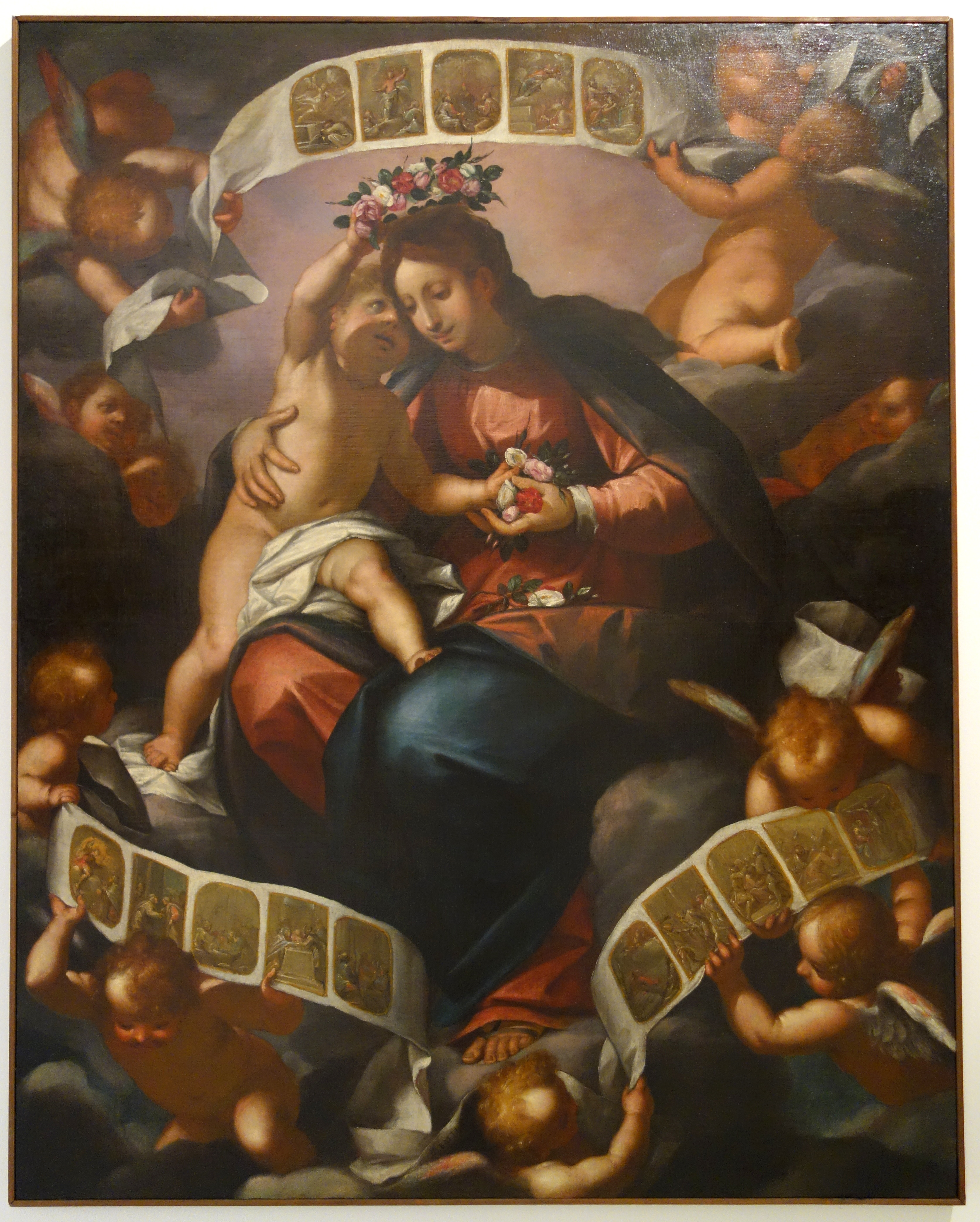
Madonna del Rosario, Genova, Accademia ligustica

Ottenuta la grazia, tornò definitivamente a Genova nel 1599. Con il nuovo secolo ottenne prestigiose commissioni quali l'Annunciazione per la Cattedrale, la Lapidazione di s. Stefano per la cappella di Stefano Doria nella chiesa del Gesù, l'Adorazione dei pastori nella chiesa di Nostra Signora del Carmine, il Ritratto del doge Lorenzo Sauli con il figlio. Fece dono alla Repubblica della pala per la cappella di Palazzo Ducale con la Madonna con il Bambino e i ss. Giovanni Battista e Giorgio. Nel 1607, stese il trattato teorico Diffinizione ossia divisione della pittura, che non è giunto fino a noi. Fra le sue commissioni più importanti, Transito di s. Chiara (Genova, chiesa della Ss. Annunziata del Vastato, la Madonna con il Bambino tra s. Giovannino e s. Giorgio (Genova, palazzo S. Giorgio), Madonna del Rosario (Genova, Accademia ligustica).
Fu da allora che il pittore insegnò l'arte a molti artisti affermatisi nel periodo della grande pittura genovese, e da lui incoraggiati a procedere nella direzione di una pittura innovativa, uscendo definitivamente dalle costrizioni delle corporazioni artigianali.
Paggi fu forse sepolto nella basilica della Santissima Annunziata del Vastato, in una tomba non più esistente a causa della distruzione di un'ala della chiesa avvenuta durante i bombardamenti della seconda guerra mondiale.
Tra i suoi allievi più illustri figurano Sinibaldo Scorza, Domenico Fiasella e Castellino Castello.
La sua città natale gli ha intitolato una via nel quartiere di San Fruttuoso.

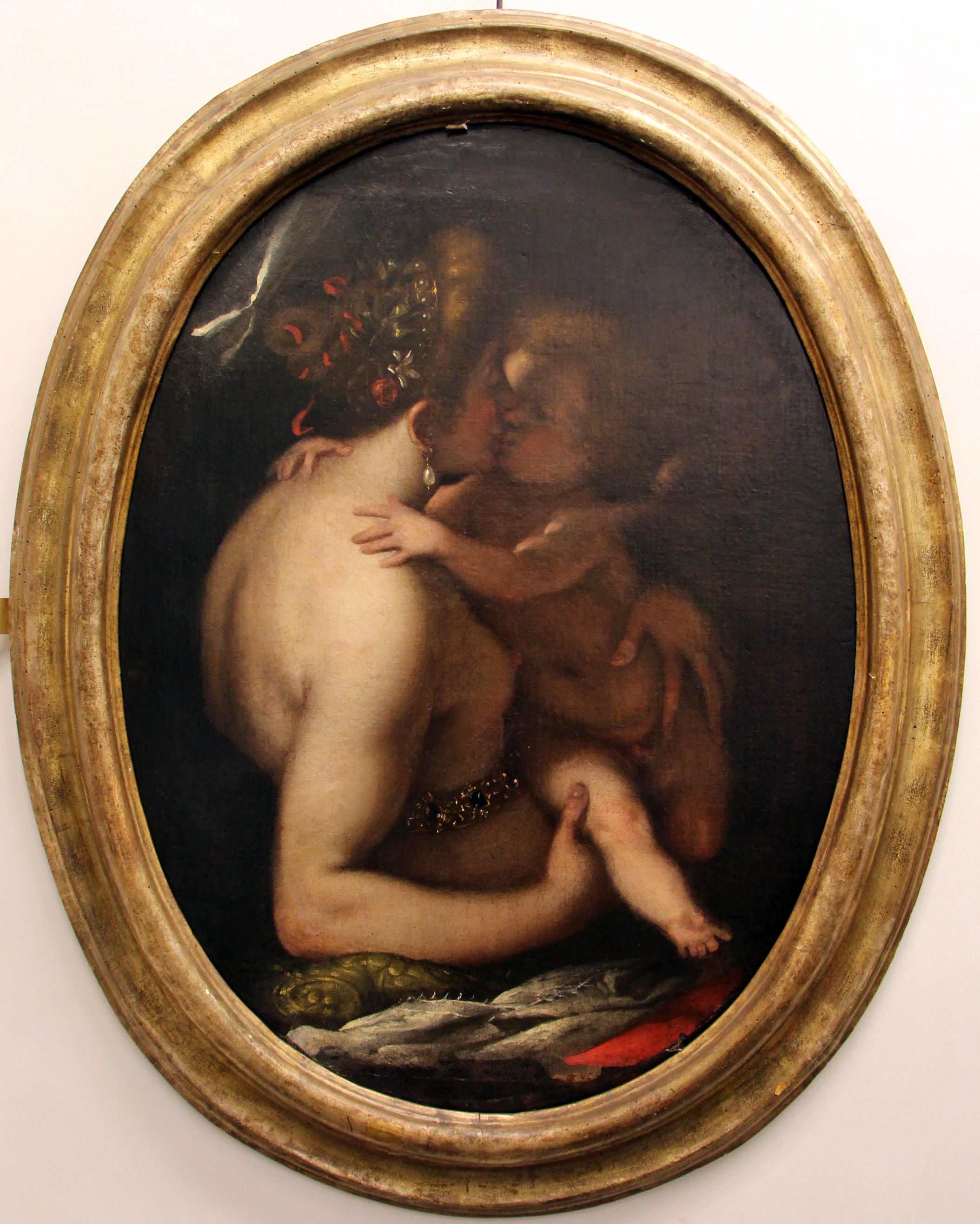
Venere e Cupido - Genova

## Opere principali
- Miracolo di Santa Caterina - affresco - Firenze, Chiostro grande di Santa Maria Novella.
- Apostoli, ad affresco, nella chiesa della Concezione di Firenze
- pala con i Ss. Andrea, Clemente, Francesco da Paola e Andrea Albertani (Colle Val d’Elsa, chiesa di S. Agostino)
- Sposalizio mistico di s. Caterina d’Alessandria e altri santi (Pisa, Museo Nazionale di Palazzo Reale)
- Immacolata, cattedrale di San Gimignano.
- ritratto dello scultore Pietro Francavilla
- apparati effimeri destinati a celebrare le nozze di Ferdinando I de’ Medici con Cristina di Lorena
- Annunciazione, chiesa della Ss. Annunziata del Chiappeto di Genova

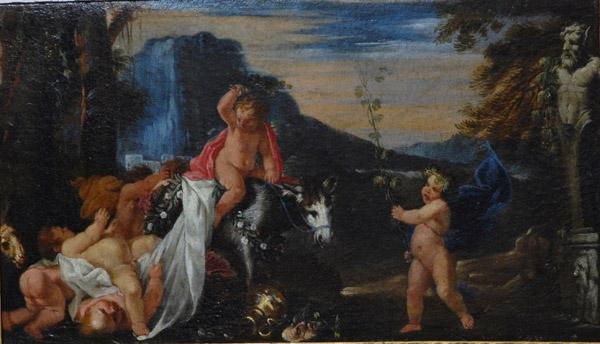
Allegoria con Bacco bambino, Pinacoteca Nazionale di Sassari

- Martirio di s. Andrea, chiesa di S. Agostino a LoanoAllegoria con Bacco bambino, Pinacoteca Nazionale di Sassari
- Allegoria con Bacco bambino - olio su tela (36x62) - Sassari, Pinacoteca Nazionale di Sassari
- Transito di santa Chiara - olio su tela (217 x 343 cm) - Genova, Basilica della Santissima Annunziata del Vastato.
- Martirio di Sant'Orsola e delle Vergini - Savona, Duomo di N.S Assunta. Pala d'altare della Cappella Lamberti, nella navata sinistra. 1600.
- Pentecoste, Genova, Galleria di Palazzo Bianco
- Stimmate di s. Francesco, chiesa del Carmelo di Loano
- Venere con due amorini che affilano le frecce - Genova, Collezione privata. 1624.
- Rinaldo e Armida - Genova, Collezione Zerbone
- Annunciazione - Genova, Collezione Zerbone
- Madonna del Rosario - Genova, Accademia Ligustica di Belle Arti.1615.
- Nascita della Vergine - Lucca, Cattedrale di San Martino.
- Martirio di Sant'Andrea - 1590 - Loano, Chiesa di Sant'Agostino.
- San Michele che caccia gli Angeli ribelli - Pescia, Convento di Colleviti.
- Assunzione - 1593 - Pistoia, Cattedrale di San Zeno.
- Annunciazione - 1594 - Pescia, Chiesa dei Santi Stefano e Niccolao.
- Gesù consegna la propria immagine ad Anania - 1595 - Genova, Chiesa di San Bartolomeo degli Armeni.
- Assunzione della Vergine -1596 - Genova, Chiesa di Nostra Signora del Carmine e Santa Agnese.
- Trasfigurazione, 1596- Firenze, Basilica di San Marco.
- Annunciazione - 1597 - Lucca, Cattedrale di San Martino.
- Annunciazione - Genova, Cattedrale di San Lorenzo.
- Annunciazione - Albisola Superiore, Santuario della Madonna della Pace.
- Battesimo di Cristo - Pontedecimo, chiesa parrocchiale di San Giacomo.
- Madonna con Bambino - collezione privata, Genova.